# Ivančinský potok
Ivančinský potok – potok w powiecie Turčianske Teplice w środkowej Słowacji. Ma długość 5,2 km i jest prawostronnym dopływem rzeki Turiec.
Ivančinský potok wypływa w Kotlinie Turczańskiej na wysokości około 497 m, w jej podjednostce Diviacka pahorkatina po wschodniej stronie miasta Turčianske Teplice. Spływa w kierunku północnym przez pola uprawne Kotliny Turczańskiej pomiędzy miejscowościami Veľký Čepčín i Malý Čepčín, następnie przez zabudowany obszar wsi Ivančiná. Tu uchodzi do Turca na wysokości 451 m.